# Kinetoplastea
Kinetoplastea es un grupo de protistas flagelados que incluye a varias especies encontradas en el suelo y en ambientes acuáticos, además de varios parásitos responsables de graves enfermedades en los seres humanos y en los animales. Se caracterizan por la presencia de un cinetoplasto, un gránulo que contiene ADN mitocondrial situado dentro de una única mitocondria, asociado a la base de los flagelos. Entre las formas que causan enfermedades están los tripanosomas, que causan la enfermedad del sueño y la enfermedad de Chagas, y Leishmania, que causa la leishmaniosis. 

## Características
Los kinetoplástidos son organismos unicelulares, aunque como excepción Cephalothamnium forma una colonia sésil. El modo de nutrición es heterótrofo, bien por fagotrofia u osmotrofia. Estos organismos son comunes en el suelo, agua dulce o en ambientes marinos. Entre los géneros de vida libre, destacan por su abundancia Neobodo y Bodo. Otros son parásitos de plantas y animales, como Ictyobodo y Cryptobia, que afectan a los peces. Los parásitos pueden tener ciclos de vida simples con un solo huésped o más complejos que comprenden varias etapas diferenciadas en dos huéspedes. Algunas especies como los tripanosomas ocasionan graves enfermedades en los seres humanos. Existe también una forma única, Perkinsiella, que vive endosimbióticamente en amebas.
Kinetoplastea se incluye en Euglenozoa y se distingue de los otros grupos principalmente por la presencia del cinetoplasto. Este es un gránulo que contiene numerosas copias del genoma mitocondrial localizado en la única mitocondria y asociado a la base de los flagelos. Está formado por una red de moléculas circulares de ADN concatenadas y sus proteínas estructurales asociadas, junto con ADN polimerasas y ARN polimerasas. Se encuentra en la base de los flagelos y se asocia al cinetosoma por una estructura del citoesqueleto. Dependiendo del patrón de distribución del ADN mitocondrial se distinguen tres tipos de cinetoplastos:
- Eucinetoplasto. El genoma mitocondrial se agrupa cerca de la base del flagelo.
- Policinetoplasto. El genoma se reparte en varios cuerpos idénticos dentro de la mitocondria.
- Pancinetoplasto. El genoma se reparte desigualmente en varias masas difusas dentro de la mitocondria.

La célula de los kinetoplástidos es desnuda y altamente flexible, pero presenta un array subpelicular, una estructura de microtúbulos altamente regular situada bajo la superficie a lo largo el eje de la célula. Presentan también un bolsillo o invaginación en el que se insertan los flagelos y en el que también está localizado el citostoma. La mayoría de las especies disponen de un flagelo anterior y otro posterior, de los cuales el segundo puede estar o no unido al lateral de la célula y a menudo es usado para su fijación en superficies.

## Clasificación
Kinetoplastea se divide en dos subclases y cinco órdenes:
- Prokinetoplastina. Comprende dos géneros, Ichthyobodo, organismos ectoparásitos de agua dulce o marinos, con cinetoplasto de tipo policinetoplasto, dos flagelos que se originan en una invaginación o bolsillo que se continúa en un surco, y Perkinsela, que son endosimbiontes de ciertas amebas, aunque no encerrados en la membrana parasitófora, con células ovales, no flageladas y un único gran cinetoplasto.
- Metakinetoplastina. Comprende el resto de los géneros, identificado como clado a través de análisis moleculares. El cinetoplasto puede ser de tipo eucinetoplasto, pancinetoplasto o policinetoplasto. Incluye a tres grupos de biflagelados y a los uniflagelados Trypanosomatida.
  - Los órdenes Eubodonida, Parabodonida y Neobodonida son biflagelados fagotrofos u osmotrofos de vida libre que se alimentan de bacterias, aunque también se incluyen comensales o parásitos. La célula presenta un citostoma apical o anterolateral. Los géneros típicos son Bodo y Rhynchomonas, además de Cryptobia, parásitos de peces y otros animales, y Cephalothamnium, organismos coloniales de 20-30 individuos, fijados al sustrato y con un tamaño de 5-15 µm.
  - El orden Trypanosomatida tiene un único flagelo emergente e incluye organismos exclusivamente parásitos. Presentan citostomas reducidos o ausentes, alimentándose enteramente por absorción y cinetoplastos más pequeños que en otras especies. Típicamente son parásitos muy agresivos con complejos ciclos vitales que comprenden más de un huésped y con varias etapas morfológicas. La etapa más distintiva es la de tripomastigote, en donde el flagelo se extiende a lo largo de la longitud de la célula y se conecta a ella mediante una membrana ondulante. Entre las enfermedades causadas por los tripanosomátidos se incluyen la enfermedad del sueño y la enfermedad de Chagas, causadas por especies del género  Trypanosoma, y la leishmaniasis, causadas por especies de Leishmania.

## Galería

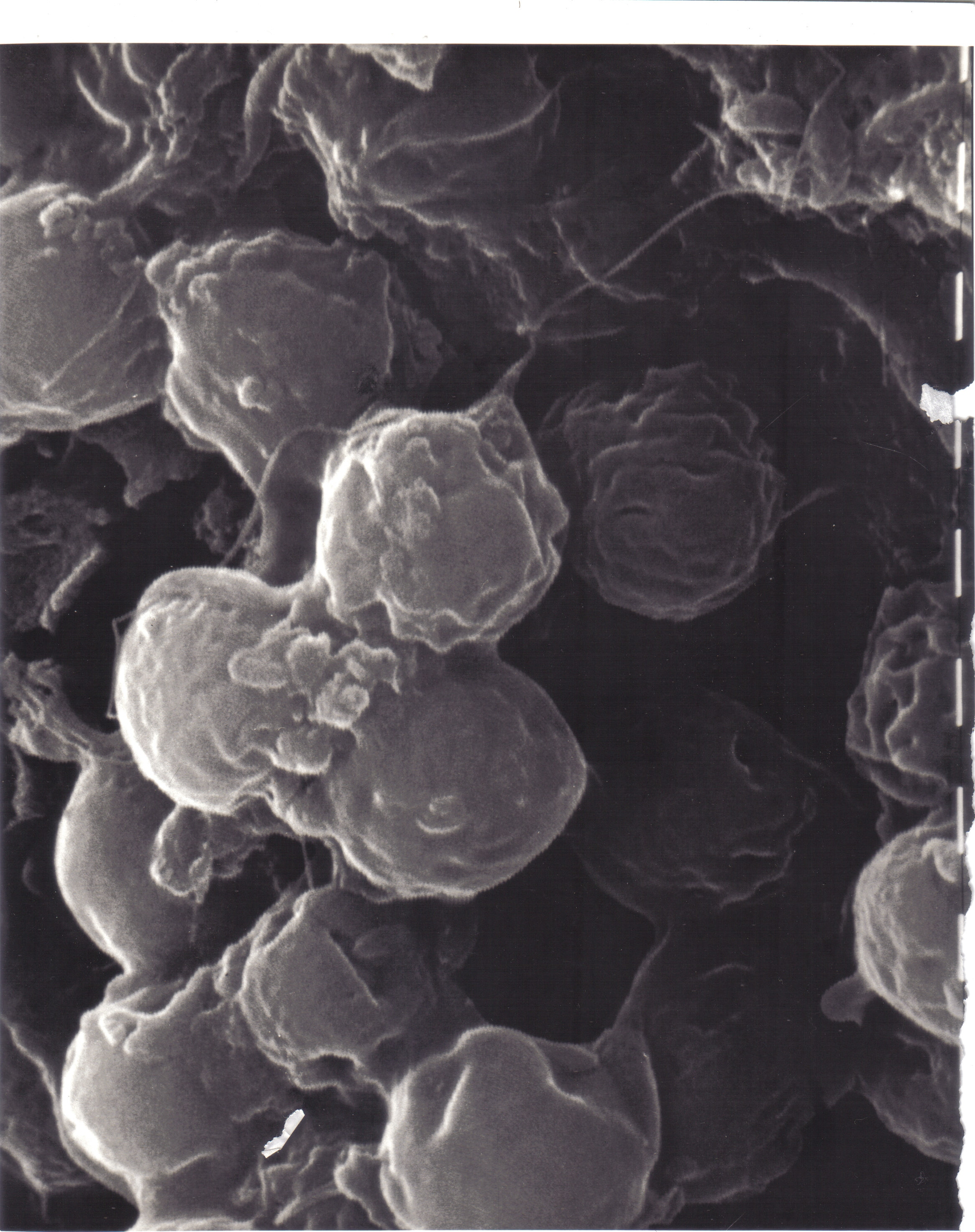
Quistes de Bodo caudatus (Eubodonida)
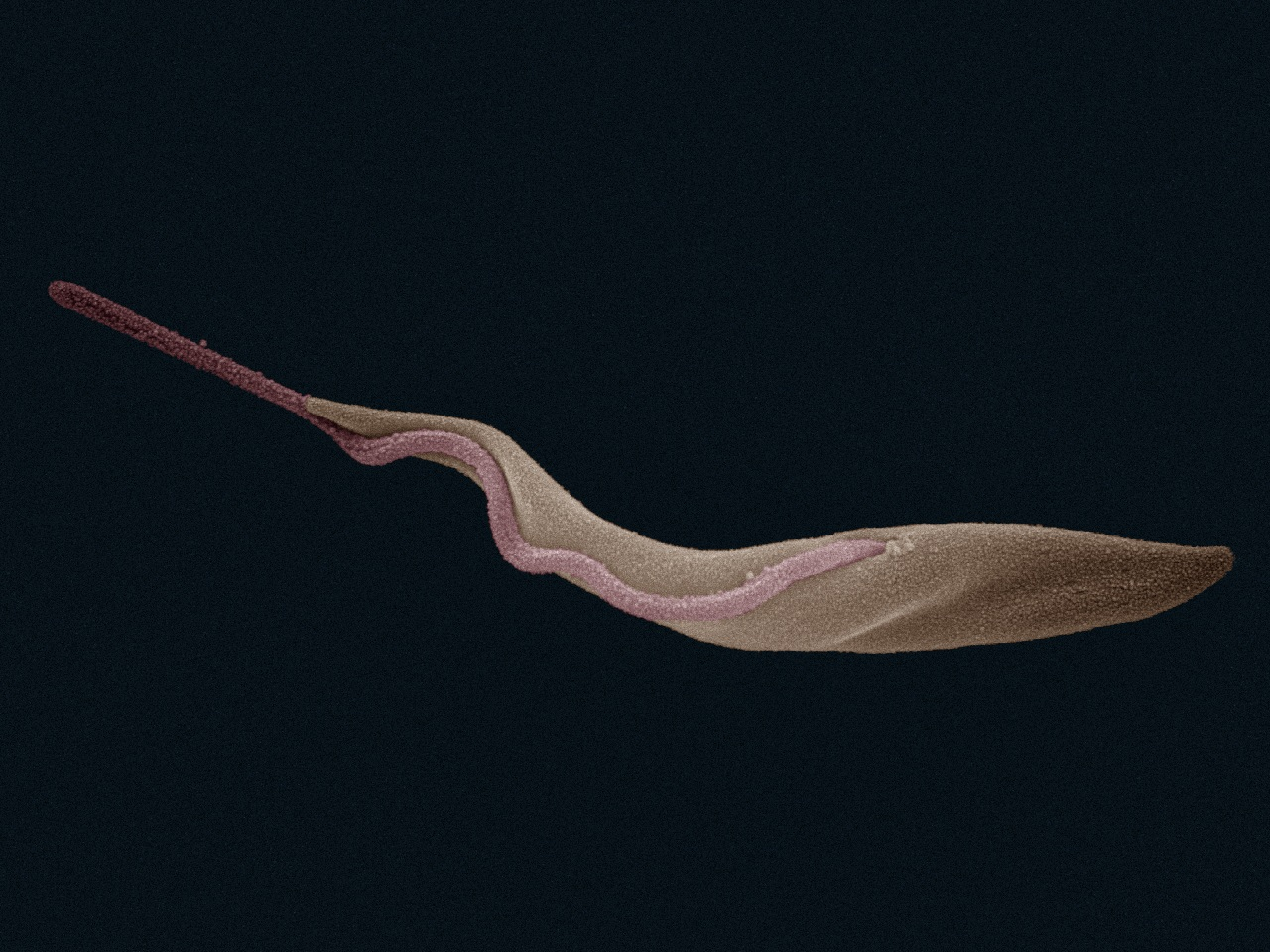
Trypanosoma brucei (Trypanosomatida)
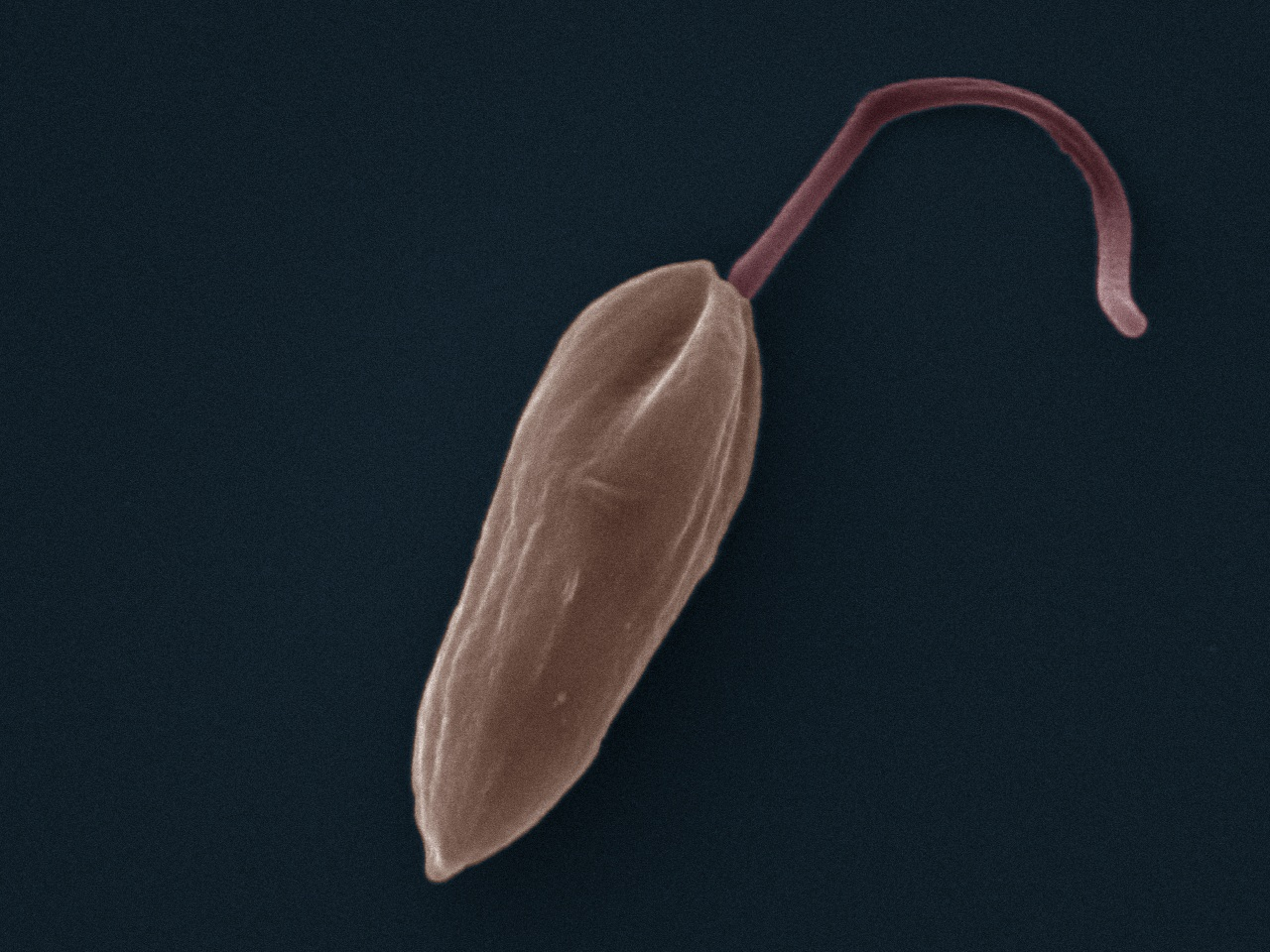
Leishmania mexicana (Trypanosomatida)
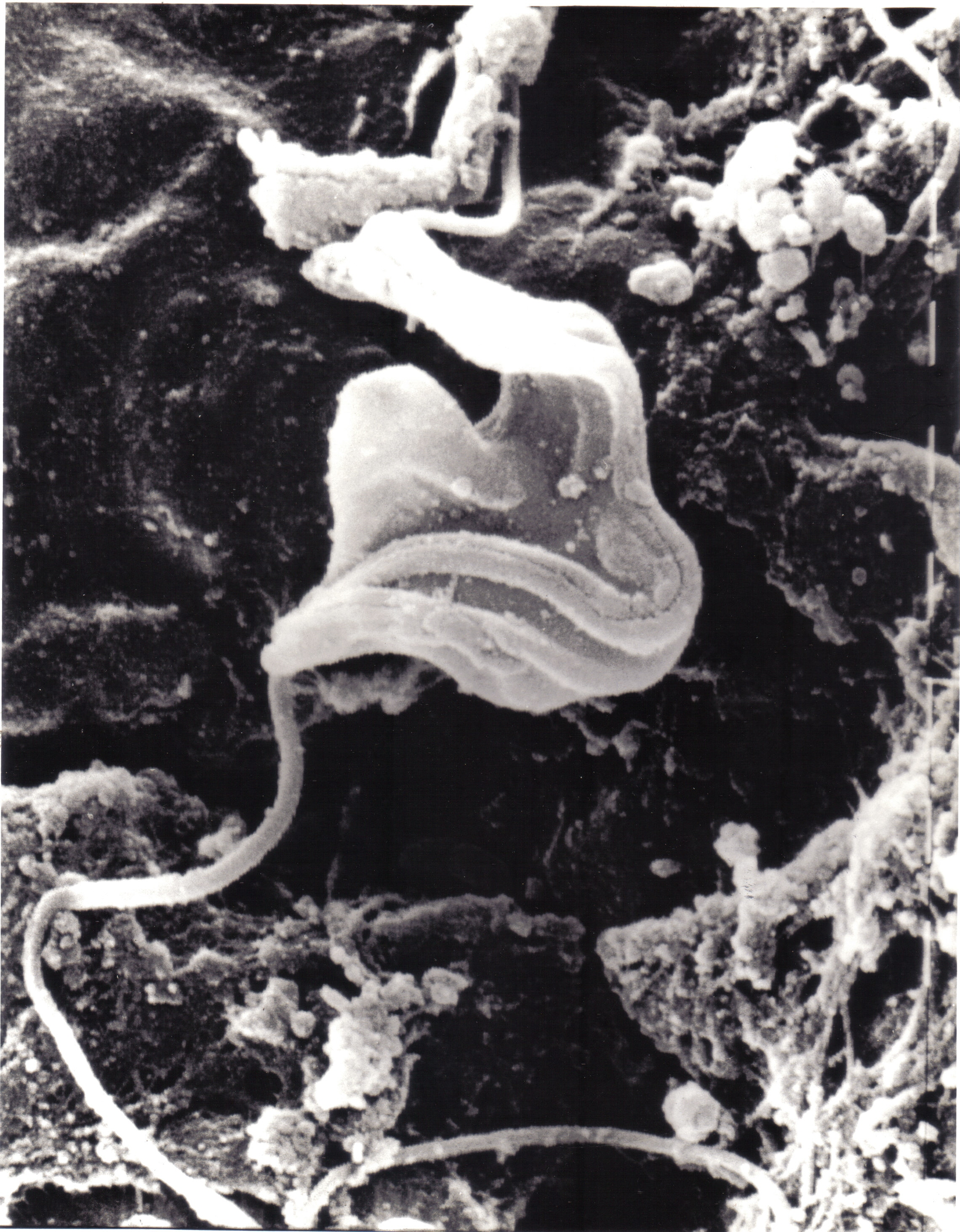
Cryptobia helicis   (Trypanosomatida)
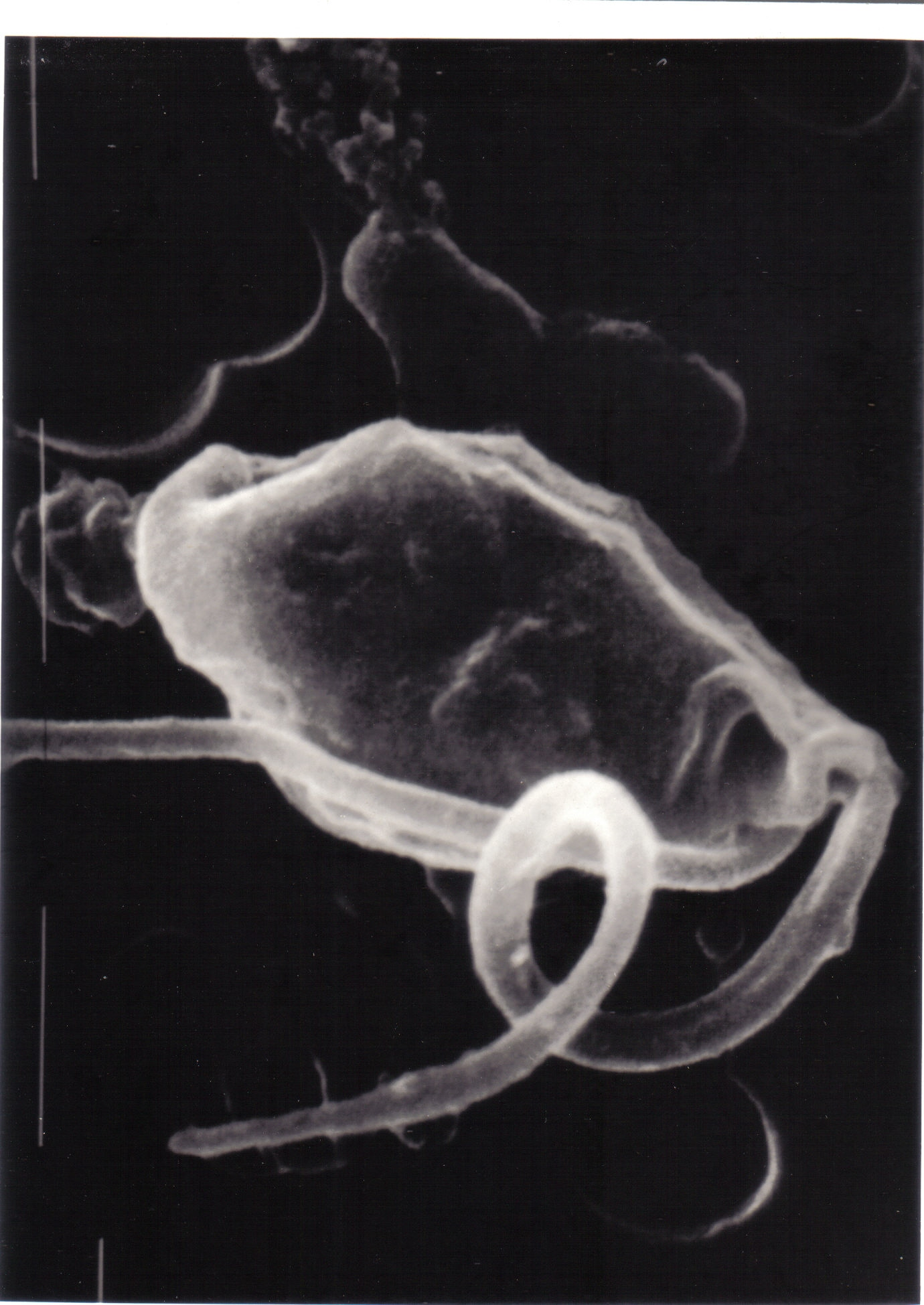
Procryptobia glutinosa (Trypanosomatida)